# Illustrious (Schiff, 1982)
Die HMS Illustrious war der zweite von insgesamt drei Flugzeugträgern der Invincible-Klasse. Das Schiff wurde bei Swan Hunter Shipbuilders (Wallsend) gebaut und 1982 in Dienst der britischen Royal Navy gestellt. Sie war das fünfte Schiff der Royal Navy, das den Namen HMS Illustrious trug.

## Geschichte
Als der Falklandkrieg begann, befand sich die Illustrious noch in der Ausrüstung. Ihre Indienststellung wurde aber aufgrund der Auseinandersetzungen im Südatlantik beschleunigt. Als erstes Schiff der Royal Navy erhielt die Illustrious Phalanx CIWS-Nahbereichsverteidigungssysteme, eine Erkenntnis aus dem Falklandkrieg. Weiterhin erhielt sie als erstes Schiff seit der Außerdienststellung der alten Ark Royal am 13. Februar 1979 wieder eine Frühwarnkomponente – den Sea King AEW.2, umgebaut aus einem U-Jagd-Hubschrauber.
So ausgerüstet stach die Illustrious am 2. August 1982 in See und löste ihr Schwesterschiff Invincible am 27. August ab. Bis zum 21. Oktober 1982 stellte sie mit ihren neun Sea Harriern und den Frühwarn-Sea Kings die Luftabwehr der Falklandinseln sicher. Danach übernahm die Royal Air Force mit Phantom-Jägern diese Aufgabe. Nach Rückkehr aus dem Südatlantik nahm der Träger das übliche, aufgrund des Falklandkrieges stark vernachlässigte Erprobungsprogramm wieder auf und stieß erst im Mai 1983 wieder zur Flotte.
Ende 1983, nachdem die Hermes in die Reserve überführt worden war, ging die Royal Navy wieder dazu über, nur zwei Flugzeugträger im aktiven Dienst zu halten. Für die Illustrious bedeutete das Flottendienst bis 1989, jenem Jahr also, in dem die Invincible nach einer zweieinhalbjährigen Zwischenmodernisierung wieder in Dienst gestellt wurde. Die Führung der Royal Navy beabsichtigte für die Illustrious eine ähnliche Modernisierung, jedoch standen 1989 die dafür erforderlichen Haushaltsmittel nicht zur Verfügung, daher wurde das Schiff in die Reserve überführt. Der Grundsatz, zwei Träger im aktiven Dienst und einer in der Grundüberholung oder in Bereitschaft, war damit erfüllt. Bis 1991 verblieb die Illustrious in diesem Zustand. Zwischenzeitlich wurden Einzelheiten der geplanten Modernisierung bekannt, die das Schiff auf den Stand INVINCIBLE-Plus bringen sollte. Denn zusätzlich zu den auf dem Schwesterschiff durchgeführten Maßnahmen sollte die Illustrious vier Vierfach-Starter Sea Wolf GWS 26 Mod2 (Leichtgewichtsversion) Nah- und Nächstbereichs Flugkörper/Flugzeugabwehr FK und zwei dazugehörende Tracksysteme erhalten. Aus finanziellen Gründen wurde kurz nach Beginn der Zwischenmodernisierung auf dieses effektive Waffensystem verzichtet. Augenfälligstes Merkmal ist die Steuerbord-Verlängerung des Flugdecks im Vorschiffsbereich. Darunter befindet sich ein Briefing-Raum für 100 Personen.
Am 28. Juli 1994 stellte die Royal Navy die Illustrious wieder in Dienst, sie versah Aufgaben in der Adria, in Manövern, auf Auslandsreisen und im Golf. Dazu gehörte auch die Fernostreise Ocean Wave ’97, die die Übergabe Hong Kongs an China (1997) absichern sollte.

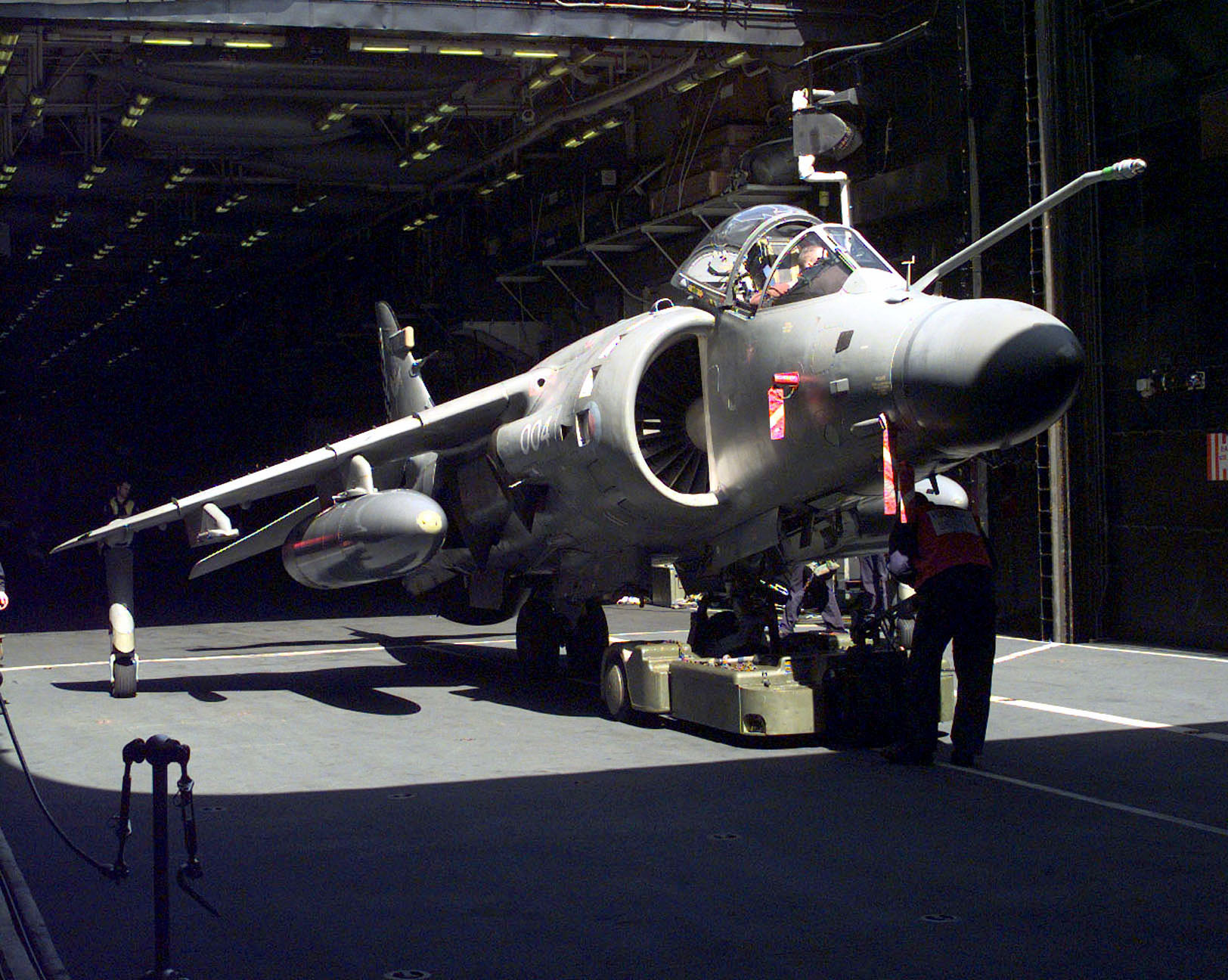
Sea Harrier an Bord der Illustrious

1998 verholte der Träger erneut in die Werft. Neben Routine-Instandsetzungen wurden vor allen Dingen ihre Flugbetriebseinrichtungen erweitert. Durch Ausbau des Sea-Dart-Flugabwehr-FK-Systems erhielt man den dafür erforderlichen Platz. So konnten im Hangarbereich die Werkstätten und Ersatzteillasten erweitert und umgestaltet werden, um regelmäßig den RAF-Harrier aufnehmen zu können. Am augenscheinlichsten war jedoch die Flugdeckerweiterung. Durch den Wegfall des Sea-Dart-Starters konnte dort eine beträchtliche Fläche hinzugewonnen werden.
Im Jahr 2000 kam der erste richtige Einsatz für die Illustrious. Gemeinsam mit einer Task Force der Royal Navy wurde sie nach Sierra Leone entsandt, um britische Staatsangehörige zu evakuieren. Als die Flotte jedoch vor Ort war, entschied sich die Regierung in London, mit Legitimierung durch die UNO direkt in den Bürgerkrieg einzugreifen. Hierbei diente die Illustrious als Landungs- und Kommandoschiff für die britischen Soldaten.
Am 3. September 2001 lief die Illustrious zu einer Übungsreise Richtung Mittelmeer, Indik und Golf aus. Als am 11. September die Anschläge in New York und Washington verübt wurden, wurde sie zuerst in den Golf entsandt. Später wurde sie in die Kommandorolle umgerüstet, d. h. Abgabe ihrer Harrier-Flugzeuge, dafür Aufnahme von Truppentransport-Hubschraubern (hauptsächlich vom Typ Sea King Mk4) und Soldaten der Royal Marines. Sie wurde daraufhin in den Indischen Ozean verlegt und war maßgeblich am Krieg in Afghanistan beteiligt.

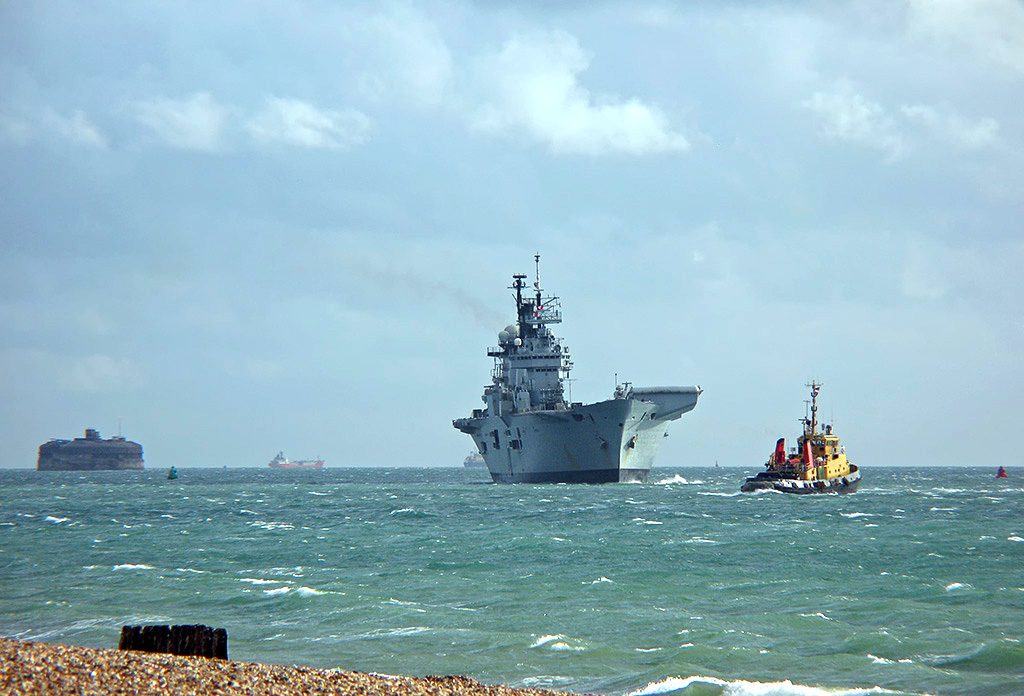
Die Illustrious kurz vor der Einfahrt in den Hafen von Portsmouth am 6. November 2008

Von Ende 2003 bis August 2005 befand sich das Schiff zu Modernisierungs- und Umbauarbeiten im schottischen Rosyth. Durch den Neubau des Flugdecks und des Hangars konnte der Träger nun bis zu 26 Flugzeuge und Hubschrauber mitführen, vier mehr als zuvor. Die Tonnage wurde von 20.600 auf 22.000 Tonnen erhöht. Sie ist zudem der erste Flugzeugträger weltweit, der für den Einsatz des Kampfhubschraubers AH-64 Apache ausgestattet ist. Sie übernahm am 4. August 2005 die Rolle als Flaggschiff der Royal Navy von der Invincible, die einen Tag zuvor außer Dienst gestellt worden war. Am 15. Juli 2006 wurde der Flugzeugträger aufgrund der Krise zwischen Israel und dem Libanon im Rahmen der Operation Highbrow gemeinsam mit fünf weiteren Kriegsschiffen in den Nahen Osten entsandt, um britische Staatsbürger aus dem Libanon zu evakuieren. Im Juli 2007 absolvierte ein V-22 Osprey des United States Marine Corps die weltweit erste Landung dieses Flugzeugtyps auf einem ausländischen Kriegsschiff an Bord der Illustrious.
Nach Außerdienststellung der Harrier diente das Schiff nur noch als reiner Hubschrauberträger. Hierzu wurde die Illustrious nochmals umgebaut. Nach Einbau zusätzlicher Führungseinrichtungen und Platz für die Einschiffung von 650 Mann Bodentruppen inklusive der auf die neue Aufgabe zugeschnittenen fliegenden Gruppe („Tailored Air Group“) wurde der Träger in seinen letzten Jahren im Dienst als LPH, „Landing Platform Helicopter“ klassifiziert. Der erste Einsatz nach dem Umbau führte das Schiff im Frühjahr 2012 nach Nord-Norwegen, wo die Royal Navy am Manöver „Cold Response 2012“ teilnahm.
In der zweiten Jahreshälfte 2013 nahm der Träger mit weiteren britischen Schiffen im Rahmen einer „Task Group“ zunächst an Übungen im Mittleren Osten teil, von wo aus er im November zum humanitären Hilfseinsatz in die von Taifun Haiyan zerstörten Gebiete der Philippinen entsandt wurde.
Anfang 2014 kam es auf dem Schiff zu einem Brand. Daraufhin reisten Experten zu den Abwrackwerften von Aliağa, um dem Schrotthändler, der seinerzeit das Schwesterschiff Ark Royal verschrottete, die benötigten Ersatzteile abzukaufen.
Die Illustrious kehrte am 21. Juli 2014 von ihrer letzten Reise vor ihrer Außerdienststellung, die sie unter anderem nach Rosyth zur Taufe der Queen Elizabeth führte, nach Portsmouth zurück.
Nachdem die Ocean nach längerer Werftliegezeit wieder zur Flotte stieß, wurde die HMS Illustrious schließlich am 28. August 2014 außer Dienst gestellt und verließ ihren früheren Heimathafen im Dezember 2016 ebenfalls zur türkischen Abwrackwerft in Aliağa, wo es Ende des Jahres 2016 eintraf. Es war zuvor für 2,1 Millionen Pfund von der Abwrackwerft Leyal Ship Recykling erworben worden.